# Montigny-sur-Chiers
Montigny-sur-Chiers és un municipi francès situat al departament de Meurthe i Mosel·la i a la regió del Gran Est. L'any 2007 tenia 468 habitants.

## Demografia

### Població
El 2007 la població de fet de Montigny-sur-Chiers era de 468 persones. Hi havia 200 famílies, de les quals 48 eren unipersonals (20 homes vivint sols i 28 dones vivint soles), 72 parelles sense fills, 60 parelles amb fills i 20 famílies monoparentals amb fills.
La població ha evolucionat segons el següent gràfic:
Habitants censats

### Habitatges
El 2007 hi havia 221 habitatges, 202 eren l'habitatge principal de la família, 3 eren segones residències i 16 estaven desocupats. 199 eren cases i 22 eren apartaments. Dels 202 habitatges principals, 165 estaven ocupats pels seus propietaris, 35 estaven llogats i ocupats pels llogaters i 2 estaven cedits a títol gratuït; 3 tenien dues cambres, 12 en tenien tres, 26 en tenien quatre i 161 en tenien cinc o més. 166 habitatges disposaven pel capbaix d'una plaça de pàrquing. A 85 habitatges hi havia un automòbil i a 98 n'hi havia dos o més.

### Piràmide de població
La piràmide de població per edats i sexe el 2009 era:
| Homes | Edats   | Dones |
| ----- | ------- | ----- |
| 0     | 95 o +  | 0     |
| 0     | 90 a 94 | 0     |
| 4     | 85 a 89 | 0     |
| 8     | 80 a 84 | 0     |
| 4     | 75 a 79 | 16    |
| 16    | 70 a 74 | 28    |
| 4     | 65 a 69 | 12    |
| 16    | 60 a 64 | 4     |
| 4     | 55 a 59 | 8     |
| 16    | 50 a 54 | 28    |
| 20    | 45 a 49 | 20    |
| 28    | 40 a 44 | 12    |
| 16    | 35 a 39 | 24    |
| 12    | 30 a 34 | 8     |
| 20    | 25 a 29 | 16    |
| 12    | 20 a 24 | 8     |
| 8     | 15 a 19 | 28    |
| 16    | 10 a 14 | 8     |
| 16    | 5 a 9   | 16    |
| 8     | 0 a 4   | 0     |

## Economia
El 2007 la població en edat de treballar era de 305 persones, 220 eren actives i 85 eren inactives. De les 220 persones actives 206 estaven ocupades (113 homes i 93 dones) i 14 estaven aturades (3 homes i 11 dones). De les 85 persones inactives 37 estaven jubilades, 12 estaven estudiant i 36 estaven classificades com a «altres inactius».

### Ingressos
El 2009 a Montigny-sur-Chiers hi havia 204 unitats fiscals que integraven 491 persones, la mediana anual d'ingressos fiscals per persona era de 18.453 €.

### Activitats econòmiques
Dels 7 establiments que hi havia el 2007, 2 eren d'empreses de fabricació d'altres productes industrials, 1 d'una empresa de construcció, 1 d'una empresa de transport, 1 d'una empresa immobiliària, 1 d'una empresa de serveis i 1 d'una empresa classificada com a «altres activitats de serveis».
L'únic servei als particulars que hi havia el 2009 era una agència immobiliària.
L'any 2000 a Montigny-sur-Chiers hi havia 7 explotacions agrícoles.

## Poblacions properes
El següent diagrama mostra les poblacions més properes.